# 무당파국민연합
무당파국민연합(無黨派國民聯合)은 1996년 3월 15일부터 1996년 4월 13일까지 존재했던 대한민국의 정당이다. 무소속 후보들의 전국 연합 정당임을 표방하면서 1996년 4월 11일에 실시된 대한민국 제15대 국회의원 선거에 참여했으나 1996년 4월 13일에 중앙선거관리위원회로부터 정당 득표율 미달로 인하여 정당 등록이 취소되었다.

## 역사
1996년 1월 26일에 한병채, 김중권, 정동윤, 이치호, 김종기를 비롯한 대구광역시와 경상북도 출신 무소속 정치인들이 대한민국 제15대 국회의원 선거에 참여하기 위하여 가칭 '민주무소속연합' 창당준비위원회를 설립했다. 이들은 기존의 정당들이 특정 정치인 중심으로 운영되어 권위주의, 부패한 정치로 이어졌다고 비판하고 민주무소속연합이 중앙당과 당수가 없는 정당임을 표방했다.
민주무소속연합 창당준비위원회는 중앙선거관리위원회에 창당 신청서를 제출했으나 중앙선거관리위원회는 1996년 1월 31일에 "특정 정당의 이름에 '무소속'이라는 이름을 사용하면 무소속으로 출마한 후보자들의 권리를 침해하고 국민들에게 혼란을 준다. 따라서 '민주무소속연합'이라는 당명은 선거 질서나 정치 질서에 중대한 위험을 가져올 수 있기 때문에 허용할 수 없다."는 유권해석을 내렸다. 이에 따라 민주무소속연합은 1996년 2월 5일에 당명을 무당파국민연합으로 변경했고 중앙선거관리위원회도 새 당명을 승인했다.
1996년 2월 13일에는 한병채 창당준비위원회 위원장과 김옥선, 김동주, 신하철을 비롯한 발기인 79명이 서울 프레스센터에서 열린 기자회견을 통해 무당파국민연합 창당을 선언하고 오늘 1996년 4월 11일에 실시될 대한민국 제15대 국회의원 선거에 참여한다고 밝혔다. 이들은 무당파국민연합이 특정 정당의 당리·당략, 지역 패권주의, 개인의 독단과 전횡을 청산하기 위하여 순수한 무소속 정치인이 모인 정당임을 표방했다. 무당파국민연합은 1996년 3월 14일에 서울 수운회관에서 창당대회를 열고 한병채를 대표위원으로 선출했다.
무당파국민연합은 1996년 4월 11일에 실시된 대한민국 제15대 국회의원 선거에서 지역구 후보 56명(서울 15명, 부산 4명, 대구 8명, 인천 4명, 광주 1명, 대전 1명, 경기 6명, 강원 1명, 충북 3명, 충남 2명, 전북 2명, 경북 6명, 경남 3명), 전국구(비례대표) 후보 6명(1번 윤영오, 2번 김옥선, 3번 김상명, 4번 진원규, 5번 김헌기, 6번 안재식)을 공천했다. 하지만 지역구 투표에서 후보자 전원이 낙선했으며 총 득표 수 177,050표, 정당 득표율 0.9%를 기록하여 전국구 후보자 전원이 낙선하면서 원내 입성에 실패했다. 결국 중앙선거관리위원회는 1996년 4월 13일에 대한민국 제15대 국회의원 선거에서 유효 득표율 2%를 기록하지 못한 무당파국민연합, 대한민주당, 친민당, 21세기한독당의 정당 등록을 취소했다.

## 주요 선거 결과

### 국회의원 선거
|  | 0% |

|  | 0% |